# Zorro (serie de televisión de 1957)
Zorro (conocida en español como El Zorro) es una serie de televisión estadounidense producida por The Walt Disney Company en los años cincuenta, emitida originalmente en blanco y negro. La serie está ambientada en Los Ángeles, California, en la década de 1820, cuando era parte de la antigua Alta California, donde el pueblo está oprimido por sus gobernantes locales.
La serie salió al aire por primera vez el 10 de octubre de 1957, por la cadena ABC, y finalizó su emisión original el 2 de junio de 1959. La primera temporada logró ubicarse en el puesto #30 de audiencia, con 26.6 puntos de rating según Nielsen Media Research (primetime, temporada 1957-58). Zorro se emitió los días jueves, a las 20:00 (EST).
En 1992 se lanzó una remasterización de la serie en la que se le agregó color, quedando solamente los últimos cuatro episodios pertenecientes a la serie Walt Disney Presents sin modificarse. Estos cuatro episodios erróneamente son catalogados como la "tercera temporada " pero en realidad no forman parte de la serie.

## La historia
Corría el año 1820 en la Alta California, cuando recién llegado desde España, el apuesto joven Diego de la Vega vuelve a su hogar en Los Ángeles, al que había dejado tres años atrás con el propósito de formarse académicamente en una de las universidades que el reino tenía en aquel entonces. El motivo de su regreso se debe a un desesperado pedido de su padre, el rico hacendado don Alejandro de la Vega, quien le comenta, a través de las cartas que le enviaba, la terrible situación política y económica a la que el pueblo había llegado pues, desde hacía ya mucho tiempo, las órdenes impuestas por el comandante Enrique Sánchez Monasterio oprimían a los ciudadanos y les privaban de ciertas libertades que hasta ese momento tenían, y del cual eran cómplices muchos de los miembros de la milicia, los llamados soldados del rey o lanceros, junto con otros amigos y aliados del mismo.
Como Diego era un experto en esgrima y además conocía excelentes tácticas de defensa aprendidas durante su estadía en el reino, entendió que él debía estar en su pueblo cuanto antes pero, a su vez, pensó que si actuaba abiertamente mostrando sus singulares habilidades ante las situaciones a las que la sociedad estaba expuesta, arriesgaría a su padre a límites no deseados, por ende, decide al llegar, aun sin saber a ciencia cierta cuál era la real situación (apenas descripta en las cartas y por el capitán del navío en el que vino), que se camuflará y será apodado bajo el alias que él mismo inventó, que es el del Zorro, haciendo honor a su mítica frase de que «si no puedes vestir la piel del león, entonces viste la del zorro».
En esta aventura que se inicia, él jamás estará solo, pues a su lado, como verdadero «compañero de armas», estará Bernardo, fiel amigo y sirviente que conoció en España, y que es mudo, pues su anterior amo hizo que le cortaran la lengua. Para que De la Vega sepa las cosas que a veces no puede, o necesite ayuda con ciertas tácticas, siempre enviará a su amigo, que se hará pasar por sordo, haciendo el excelente papel de un cómico sordomudo durante todo el resto de la serie.
Antes de arribar, y para que nadie sospeche absolutamente nada, De la Vega decide arrojar a las aguas sus impresionantes condecoraciones y premios para así adoptar el papel de un joven pacífico y algo afeminado, aficionado a los libros, los trajes caros, inepto espadachín y el buen vivir, lo cual irritará muchas veces a su padre, ya que él piensa que es un cobarde incapaz de enfrentar las situaciones que se presentarán a lo largo del tiempo que dure la historia.

### El comandante Monasterio
Recién llegado a Los Ángeles, y ante terribles situaciones padecidas en ese momento por el pueblo (impuestos altos para los rancheros, indios explotados como esclavos y arrancados de sus familias, entre otras), Diego se entera por su padre, Alejandro, que un vecino de ellos, Nacho Torres, fue encarcelado por disentir, y posteriormente protestar públicamente contra las medidas tomadas por el comandante Monasterio.
Con un país marchando a la ruina en manos de este último, Diego decide actuar en el papel de joven letrado y enviar una carta denunciando todo lo que ocurre respecto a ello al gobernador de California, quien reside en Monterrey, aunque luego desiste ya que Alejandro afirma que el correo es constantemente intervenido por los soldados del rey a su llegada a la ciudad, y si se encuentra algo sospechoso, es descartado para que nadie conozca las dictatoriales medidas del comandante. Es por ello que en la piel del Zorro decide así iniciar una campaña en la que luchará codo a codo con los soldados y Monasterio para defender a Nacho Torres, primero, ayudándole a escapar de la prisión, luego luchando porque este se encuentre protegido en la Misión, cercana al pueblo, y posteriormente a irse a Monterrey para dialogar con el gobernador y que este le dé la «inmunidad» que necesitaba para volver acompañado a Los Ángeles por una guardia real que es la que acabará con el problema que se había originado antes.
En el medio de todo esto, Monasterio se enloquece y pierde la cabeza como nunca antes ya que lo único que quiere es cazar y vencer al Zorro, al cual desea fervorosamente matar para seguir favoreciéndose a sí mismo tal como lo había hecho hasta entonces con el pueblo, el cual piensa que tendría de él, después de ese supuesto hecho, una mejor imagen que dejaría atrás todo lo vivido. Muchas veces Monasterio cree haber capturado al mismísimo Zorro, aunque esto nunca es cierto, pues las veces que esto ocurre, siempre el capturado resulta ser todo lo contrario a lo que el asegura ver, lo cual acelera su locura al extremo. Sin embargo, al final de esta parte de la serie, Monasterio está seguro que el personaje del Zorro es Diego de la Vega, en especial, desde que lo vio vencer a un hábil espadachín cuando no se creía observado y tratará de hacérselo comprobar al «visitador real», enviado por el rey.
Este mismo llega a Los Ángeles en el marco de las muchas denuncias que resuenan en España respecto a la dictadura que impone Monasterio, y que tratará de comprobar con sus propios ojos, especialmente después de lo acontecido con Torres y su visita al gobernador. Sabiendo esto, Monasterio inicia un plan para expulsar temporalmente todos los presos del cuartel, a los cuales ubica como otros ciudadanos más, alegres por tal visita, a cambio de beneficios en la taberna del pueblo. Además, ordena todo lo que en aquel momento ocurría, y trata de dar la mejor impresión de él ante todos, incluso hasta la hija del virrey (el «visitador»), a la cual pretende seducir sin lograrlo. En un último intento, y gracias a que logra interceptarlo, Diego cae como preso de Monasterio, que al final de una cena en honor del dignatario en la taberna le exhibe como «sorpresa» y como la persona que está detrás del famoso forajido llamado el Zorro. Como De la Vega no se rinde fácilmente ante el asombro del visitador, cree ideal que el comandante salga y pruebe su inteligencia reconociendo a tal bandido, hecho que nunca había tenido gran éxito público. Al volver, claramente este sigue pensando que quien está allí sigue siendo el Zorro, cuando esto no era así, y el de antifaz, capa y espada era solo un soldado que protegía al visitador en su recorrido por el lugar.
Entonces Monasterio se desespera y trata de probar, a muerte, que quien es el Zorro es Diego, e inicia una intensa pelea en la cual este último se ve débil y confundido. En ese preciso momento, Bernardo, haciéndose pasar por el Zorro y en ayuda a su amigo, monta en un caballo y hace un paseo fugaz, dejando una carta por fuera de la taberna en la cual afirma que aún sigue esperando su captura.
Confundido pero alegre, Diego observa como su amigo disfrazado se aleja, y viendo a su vez cómo Monasterio y su secuaz, el licenciado Piña, son puestos en la cárcel por su abuso de poder, y otras tantas fechorías. Quien sucede a Monasterio es el sargento Demetrio López García, quien desde el inicio de la serie se presenta como un personaje de tinte humorístico, apasionado por comer y beber, más que trabajar, y que se transformará en un gran amigo de los De la Vega.

### El Águila
«El Águila» es el sobrenombre del Administrador del Área Sur de California, José Sebastián Vargas, un ser corrupto, vil y sanguinario que desea obtener beneficios propios vendiendo California a Rusia o Inglaterra. Desde el inicio, sus planes empiezan a salir a la luz, en gran parte por la presencia del Zorro, y las operaciones que él hace para vencer a todos sus enviados a Los Ángeles. Cada uno de estos últimos posee una pluma de águila, la cual está recortada, marcando así un código interno que indican que misión deberá emprender cada uno. Siempre estos parecen personas comunes, ciudadanos como tal, aunque en el fondo buscan desmoralizar a la sociedad como lo que son. El primer enviado en aparecer en la historia es Esteban Rojas, quien con la anuencia del nuevo magistrado del rey, Carlos Galindo, también enviado por el Águila, asesina al Capitán Meléndez, designado como comandante de Los Ángeles tras la partida de Monasterio, el mismo día en el que inicia sus actividades. Su asesinato era debido a lo recto y respetuoso que este era para con la Ley, hecho que a lo largo de la historia será todo lo contrario a lo que Vargas busca en la sociedad californiana.
Seguido a estos hechos, más asesinatos, robos y demás hechos corruptos ocurren, como el tráfico de joyas robadas a diversas misiones en América del Sur, entre las que se encuentra la famosa «Cruz de los Andes», hecha en oro puro, o el asesinato de otro hombre que sería comandante de Los Ángeles, Juan Ortega, quien es tirado al mar, y suplantado por Andrés Fernández, otro emisario más que tiene la misión de equilibrar la situación de Los Ángeles para que le de beneficios al mismísimo Águila, que siempre controlaba sus operaciones desde Monterrey.
La carrera de Fernández suplantando a Ortega se termina muy temprano, sin hacer grandes cambios, debido a que el Zorro, siempre presente detrás de cada hecho, impide que pueda ejercer su mandato de tiranía al frente del cuartel. En esos días llega al pueblo «Rosarito» Cortez, amiga de la infancia de Diego. La muchacha viajaba en la primera clase del barco junto al verdadero comandante Ortega y el señor Fernández, su impostor, sólo que ella desembarcó en San Pedro. Al ver que su entorno empieza a sufrir ciertas decisiones apresuradas del nuevo comandante, pide a Diego, del cual tenía una imagen de fuerza y coraje, su intervención en los conflictos que acontecen, pero este se niega y siempre afirma que enviará mensajes al gobernador para que solucione lo que ocurre. Rosarito queda encantada profundamente con el Zorro, y a partir de sus encuentros, en los cuales este último salvó su vida, alienta a Diego a ser como él, o parecido. Al verla comprando en el mercado de la plaza, el «comandante Ortega» se asusta y le revela a Galindo la posibilidad de que lo reconozca como un farsante.
El magistrado envía a Fernández a «encargarse» de Rosarito para evitar que lo descubra. Gracias a la ayuda del Zorro ella salva su vida, con lo cual el falso comandante escapa hacia el pueblo. Habiéndose frustrado todo el plan que le habían encomendado, Andrés Fernández para poder escaparse, robó de la caja fuerte de su oficina el dinero que correspondía a los sueldos atrasados de los soldados. En su huida, el Zorro lo intercepta y comienza una persecución por los techos de las casas y del cuartel ante la atenta mirada de García, Galindo y los Soldados. En una lucha cuerpo a cuerpo, Fernández le arranca el antifaz al Zorro y se da cuenta de que el Zorro es en realidad Diego de la Vega. Para escapar libremente le ofrece las monedas que había robado, pero Diego se niega ya que le dijo que prefería todo el botín en vez de una parte. Ni los soldados ni García logran escuchar lo que ellos hablan en el tejado. Mientras Fernández intenta rogarle a Diego que no le haga daño, da un mal paso en un alero, Fernández cae al vacío y muere al instante, llevándose el secreto del Zorro con él. Galindo ordena a García y los soldados que capturen al Zorro de inmediato, pero este les arroja el dinero robado por el falso comandante, lo que hace que los militares se distraigan juntando las monedas mientras el Zorro escapa ante la furia del magistrado.
Sucediendo a Fernández suplantando a Ortega, llega desde España el Capitán Arturo Toledano, acompañado de su esposa Raquel, quien sin dudas será el más fiel y honesto de toda la historia. Inmediatamente después de su llegada, Galindo le alienta a unirse al complot que dirige el Águila, pero este lo niega y se mantiene fiel a la Corona Española, intentando ordenar la crisis que se había producido a raíz de las actitudes de sus antecesores. Respecto al Zorro, tiene una mirada negativa que luego cambia cuando este se hace aliado de él y en una ocasión destraba las acciones que ciertos agentes del Águila, inmiscuidos en la guarnición, intentan hacer para atentar con su vida.
En esta época, el Águila decide no perder tiempo y así inicia una misión en la cual intentará establecer su cuartel de operaciones en Los Ángeles, lo cual sabe que logrará con una importante revuelta en la cual se atentará contra el pueblo, siendo la única víctima de ello. Por eso inicia el tráfico ilegalmente de armas y de cañones que el Zorro descubre y trata de evitar, enfrentándose con sus enviados y demás cómplices. A todo esto, Toledano es conocedor de la realidad por intervenciones del Zorro, y trata de llegar al fondo de todo esto. Pensando que es incorruptible, Galindo inicia una campaña para defenestrar a Toledano y cae muerto, porque es asesinado a quemarropa dentro de una importante reunión en la taberna del pueblo. Después de su muerte, a Arturo lo trasladan al norte, y queda a cargo de la guarnición su esposa, quien inevitablemente cae engañada en manos de los agentes del Águila, que la usan para robar la pólvora del cuartel a fin de iniciar el ataque, y que al darse cuenta de lo que tramaban, intentan asesinarla, siendo esto evitado por el Zorro, quien la envía con su marido nuevamente al puerto de San Diego, donde se encontrarán y volverán a España, después de una intensa redada en la que cae como principal víctima.
Como ninguno de sus enviados tuvo el impacto deseado, Vargas se traslada directamente a Los Ángeles, donde se apropia con el abuso de su autoridad de la hacienda de los De la Vega, y desde donde intentará vender a California a alguno de los dos países que se mencionaron anteriormente, hecho que no sale como lo esperado, y que le motiva a iniciar una nueva revuelta, menor, pero efectiva, que busque dejarle California en sus manos. Debido a que el Zorro lo espía y combate contra él, arruina todos sus planes y en tal hecho, termina derrotando a Vargas con la ayuda de un ejército de 50 hombres que Alejandro de la Vega había convocado para no permitir más tanta tiranía y desorden en California. Después de esto, Sebastián Vargas es asesinado en el cuartel por Greco, su asistente personal, que se venga por no haberle protegido en un anterior ataque contra su figura. Le apunta con la pistola y lo balea, cayendo este sobre la bandera que él mismo levantó para consagrar a California como suya.

### Monterrey
En aquel entonces, Monterrey era una ciudad más grande que Los Ángeles, ya que está más cerca de un puerto y es la sede de gobierno. Los importadores se establecen aquí pero si no tienen dinero no tiene derecho a importar. Uno de estos, el señor Verduzco, es quien ha traído a los De la Vega «negocios» para pedirles prestado. La situación se vuelve muy sospechosa cuando el dinero (traído nada más y nada menos que por el sargento García y el cabo Reyes) lo intentan robar sus sirvientes y cuyo líder es Pablo, un indio nativo. Cuando se descubre que los sirvientes son rebeldes y que actúan independientemente de las órdenes de su patrón, son derrotados.
Sin embargo surge un joven llamado Joaquín Castañeda, que está en contra del gobernador interino Rico y que le provoca muchos problemas a su grupo de revolucionarios y al Zorro. El Zorro logra calmar estos intentos de revolución, por lo menos para cuando regresa a Los Ángeles. Cogido por todos sin antes aparecer un viejo amigo de don Diego, Ricardo del Campo, que le disputa a Ana María Verduzco.
Después don Diego y Bernardo vuelven a Los Ángeles, donde se sucede el resto de los episodios de la serie. En estos, el Zorro tiene una serie de aventuras en las que intervienen bandidos de diversa índole: el tío de don Diego (Esteban de la Cruz, representado por el actor César Romero), un emisario del rey, un estadounidense y el mismísimo gobernador.

## Personajes

### Los soldados y los comandantes
A lo largo de las dos temporadas se suceden varios comandantes, tanto en el cuartel de Los Ángeles como en el de Monterrey, quienes, con el grado de capitán, comandan los batallones de los Reales Lanceros de Su Majestad.

#### Capitán Enrique Sánchez Monasterio
Interpretado por Britt Lomond (temporada 1, capítulos 1 a 13)
Tirano, interesado en su propio poder, secundado por el magistrado Piña. Destituido por el visitador.
Corre el año 1820, en Los Ángeles, es comandante hace más de un año. Quiere ser el hombre más rico de toda California. Los rancheros deben pagar impuestos muy caros, y los que no pueden hacerlo son arrojados a la cárcel; los indios son usados como esclavos, todo en beneficio del capitán Monasterio. Para que el gobernador no se entere de la situación, los guardias de Monasterio interceptan el correo en Monterrey. Ignacio Torres se atreve a protestar y es acusado de traición. Por primera vez aparece el Zorro, que acaba de llegar de España, y libera a Torres, enviándolo a la Misión de San Gabriel, donde el padre Felipe le da asilo. Monasterio intenta por todos los medios capturar al Zorro aunque siempre este lo pone en ridículo. Sin embargo, el capitán es un hombre astuto y acaba dándose cuenta de que tras la fachada afectada y apacible de Diego de la Vega se esconde en realidad el célebre forajido, aunque le fuera imposible probarlo. Alcanza igual fama que el Zorro que es el protagonista ya que fue su principal némesis en la serie.

#### Capitán Meléndez
(Temporada 1, capítulo 14)
Comandante sucesor de Monasterio, hombre recto y respetuoso de la ley, asesinado el mismo día de su llegada a Los Ángeles por Esteban Rojas (agente de El Águila), con la anuencia del nuevo magistrado, Carlos Galindo.

#### Capitán Juan Ortega
Interpretado por Anthony Caruso (1916-2003)
(Temporada 1, capítulos 20 a 22)
En teoría, un hombre justo y honrado, tal cual le anuncian por carta a don Alejandro de la Vega. Pero al ver que su conducta no es tal, comienza la sospecha. En realidad, se trata de Andrés Fernández, quien se hace pasar por Ortega tras asesinarlo en el barco que lo traía. La carrera de Andrés Fernández como falso comandante termina ante el peligro de ser reconocido por Rosarito Cortez, amiga de la infancia de don Diego, y ocasional pasajera del mismo barco. El falso Ortega termina luchando con el Zorro, y en la pelea logra quitarle la máscara y descubre que es don Diego. Luego cae del tejado donde luchaban y muere en la caída.

#### Capitán Arturo Toledano
Interpretado por Peter Adams
(Temporada 1, capítulos 24 a 27)
El único comandante honesto y leal que asume la guarnición de Los Ángeles. Llega acompañado de su esposa Raquel, e inmediatamente es tentado a unirse al complot que dirige el Águila. Pero Toledano permanece fiel a España y al reglamento militar. El magistrado Galindo dice de él: «Toledano es incorruptible». Durante su mandato se sucede una revuelta que termina con la muerte del magistrado Carlos Galindo y sus hombres, que, por orden del Águila intentaban ingresar pólvora de contrabando a Los Ángeles, a fin de establecer el cuartel de operaciones del Águila para el área Sur de California.
Luego, Toledano recibe la orden de trasladarse a San Diego, pero su esposa Raquel permanece en Los Ángeles. Ella también había sido tentada para unirse al Águila, bajo la promesa de recompensar a su marido, pero termina siendo engañada y los agentes del Águila intentan asesinarla. Es rescatada por El Zorro, y luego retorna con su esposo a España.

#### Capitán Salvador Mendoza
Interpretado por Robert J. Wilke
(Temporada 2, capítulos 27 a 30)
Llega a Los Ángeles como ayudante militar de Andrés Felipe Basilio, quien es enviado de España para recaudar fondos que financien la guerra española. Es tan corrupto como su jefe, y termina asesinándolo cuando Basilio descubre que don Diego es el Zorro y se pone su disfraz.

#### Capitán Felipe Arellanos
Interpretado por George Neise
(Temporada 2, capítulos 33 a 36)
Ayudante del gobernador, llega con él a Los Ángeles, debido a un accidente. El gobernador lo nombra gobernador interino. Al comienzo, el capitán Arellanos se muestra como un hombre recto pero luego es tentado por los rebeldes para asesinar al gobernador y quedarse con su puesto. Además, pretende a Leonor, la hija del gobernador. Muere en combate con el Zorro.

#### Sargento Demetrio López García
Aparece en todos los capítulos, excepto en el primero de la segunda temporada.
El sargento Demetrio López García (interpretado por el barítono estadounidense Henry Calvin, de 40 años,1918-1975) es un militar obeso, ingenuo y bonachón a quien lo que más le gusta en el mundo es comer y beber vino en la taberna. Debido a esto, tiene muchas deudas con el dueño de esta. Bajo su almohada también guarda, entre otras cosas, un muslo de pollo y las llaves de la cárcel, que muestra cuando dice «aquí están las llaves Sr. Zorro... ¡el Zorro!».
Fue soldado raso durante mucho tiempo y la razón por la cual ascendió a sargento se debió a que, en cierta ocasión, pescó al que era su comandante en ese entonces besando a la esposa de un magistrado. Después de informar esto al magistrado este lo ascendió a sargento como recompensa por avisarle
Solo puede cumplir las órdenes de su comandante, ya que si las desobedece, se enfrenta al riesgo de que lo fusilen aunque le disgustan las injusticias que suelen cometer sus superiores. Sin embargo, cuando el capitán Monasterio se va, el visitador de España lo nombra comandante interino de Los Ángeles, cargo que repite cada vez que el puesto de comandante queda vacante.
Sueña con capturar al Zorro y así cobrar la cuantiosa recompensa que se ofrece por él.
En un tiempo, Garcia gustaba de Clara, una moza de la taberna.
También pretendió casarse con la señorita Dolores Maldonado (Mary Wickes), una rica hacendada soltera, para así poder retirarse del ejército y llevar una vida cómoda y placentera. Pero ella era una mujer difícil de engañar y no confiaba en las aparentes buenas intenciones del sargento. Entonces, este ofrece una fiesta en su honor (financiada por su buen amigo don Diego) y le pide al cabo Reyes que baile con ella durante la velada y le hable de las «múltiples virtudes» de su sargento. Finalmente, la dama encontró en el cabo las cualidades que buscaba en un hombre (honradez y humildad) y, antes de regresar a su hacienda, lo invitó a visitarla cuando tuviera una oportunidad. Sin embargo, Paco (Robert Lawrence Crawford Jr.), hermano menor de Dolores, sentía una gran admiración por el sargento y lo consideraba un auténtico héroe especialmente desde que el militar le salvara la vida.

#### Cabo Reyes
Interpretado por Don Diamond (1921-2011).
Es un oficial torpe y tonto que se empeña en repetir lo que más quiere (ejemplo: “Sargento, yo sólo quiero que usted me pague los cinco pesos que me debe” y durante la estancia en Monterrey solo dice «sargento, vámonos para Los Ángeles»). Debido a su torpeza, se cree que solo fue introducido como elemento de comicidad en la serie.
Antes de encarnar al cabo Reyes, Don Diamond interpretó en la serie al lancero Ibarra (el cual no llevaba bigotes) en la temporada 1, capítulo 8, titulado «El Zorro cabalga hacia el terror». 
Otros actores también interpretaron a dos personajes distintos en la serie: Tony Russell encarnó a los hábiles espadachines Carlos Martínez (temporada 1, capítulo 11) y al señor Ávila (temporada 2, capítulo 31) mientras que Arthur Space fue el tabernero González (temporada 1, capítulo 9) y además don Miguel Campillo, el padre de Anita (temporada 2, capítulos 21, 22 y 23). Por su parte, Anthony George interpretó a Eusebio Crespo (temporada 1, capítulo 16) y a Lalo Peralta (temporada 1, capítulo 24).

#### Comandantes de Monterrey
Capitán Estrada (temporada 2, capítulos 1 a 5).
Comandante de Monterrey. No se le ve, solo es mencionado en los episodios de la historia del señor Verdusco.
Capitán Briones (temporada 2, capítulos 6 a 9).
Comandante de Monterrey, jefe de la Guardia Especial, a las órdenes de Luis Rico, ayudante del gobernador, que aspira a ocupar su cargo. Es destituido por el mismo gobernador, mientras el ayudante Rico es ejecutado cuando intenta escapar.
Capitán Luis Guerrero (temporada 2, capítulo 11).
Comandante de Monterrey, sucesor de Briones. Narcisista y preocupado por la desacreditación que Ricardo del Campo hace de él, intenta colgarlo cuando lo captura disfrazado de Zorro, y le ofrece la recompensa al Sargento García. Este no la acepta pues sabe que Ricardo del Campo no es el Zorro.

### Magistrado Carlos Galindo
Interpretado por Vinton Hayworth.
(Temporada 1, capítulos 14 a 26)
Cómplice del Águila, es un magistrado, que parece ser un buen hombre, pero es el culpable de numerosos robos y crímenes. Aparece desde el capítulo 14 hasta el 26 de la primera temporada tratando de causar caos y descontento en la población. Al final termina muerto en una batalla en la taberna. cuando un falso ciego que quería asesinar a don Alejandro, termina matándolo a él con la espada del sargento García.

### Ignacio Torres
Interpretado por Jan Arvan.
(Temporada 1, capítulos 1 a 9)
Es un importante hacendado de California. Cuando se niega a pagar el impuesto que impone Monasterio y escribe una queja que es interceptada por el comandante, es arrestado y acusado de traición. El Zorro lo libera y se refugia en la Misión de San Gabriel y luego en su hacienda. Más tarde parte a Monterrey para hablar con el gobernador. Cuando vuelve a Los Ángeles ayuda a escapar a don Alejandro de Monasterio. Ambos amigos luego son sometidos a juicio y con ayuda del Zorro los absuelven.

### Licenciado Piña
Interpretado por Than Wyenn (temporada 1, capítulos 1 a 13)
Licenciado cómplice de Monasterio. Es arrestado con este en el capítulo 13. No es tan frío como el comandante, pero obedece sus órdenes. Actúa como juez en el capítulo 9 por la ausencia del juez Vargas para culpar a Nacho Torres y Alejandro de la Vega y al final dicta la inocencia de los dos por la intervención del Zorro.

### Las damas
A lo largo de la serie, don Diego, hombre de gran elegancia y atractivo físico, conquista a varias mujeres.

#### María Crespo
Interpretada por Myrna Fahey.
Preciosa moza de la taberna que suspira cada vez que se menciona al Zorro. Una vez, este le salvó la vida y, en otra ocasión, evitó que el hermano de ella, Eusebio Crespo (Anthony George), fuera vendido como esclavo por no poder pagar un abusivo impuesto. Don Rodolfo (Steve Stevens), un jovencito de 18 años recién cumplidos que estaba prendado de la joven, desafió a duelo a Carlos Murrieta (Kent Taylor) cuando este la ofendiera. Pero el chico no tenía experiencia en el manejo de la espada e iba a una muerte segura si se enfrentaba a Murrieta. Entonces, el Zorro hiere a este en la mano derecha, viéndose así impedido de batirse con el joven. María aparece desde el capítulo 14 hasta el 16 y en el episodio 31.

#### Teresa Moreno
Interpretada por Barbara Luna.
Es quien tiene un puesto de venta de tamales en Monterrey hasta que el Sr. Rico (Frank Wilcox) asume la posición de gobernador interino. Es atractiva y muy impulsiva. Agarra a don Diego para besarlo o pegarle cuando la defiende u ofende, respectivamente. Está de novia con Joaquín Castañeda (Perry López), un temperamental y joven mestizo que la defiende de los atropellos de Rico. Teresa aparece desde el capítulo 6 hasta el 9.

#### Magdalena Montes
Interpretada por Julie Van Zandt.
Una bella joven a quien Diego no veía desde la infancia y por la que se sintió cautivado estando, incluso, a punto de comprometerse con ella. Pero descubre que la muchacha era parte de un oscuro complot y, tras salvarle la vida, el Zorro la envía junto a su padre de vuelta a México, lugar donde residían. Aparece en el capítulo 17, titulado «Dulce rostro del peligro».

#### Rosarito Cortez
Interpretada por Sandy Livingston.
Es la novia de la infancia de don Diego. Es bonita, de firmes convicciones y le indignan las injusticias cometidas por el magistrado Galindo (Vinton Hayworth) y el falso comandante Ortega (Anthony Caruso) contra los ciudadanos de Los Ángeles. Termina prefiriendo al Zorro debido a que no ve a don Diego como era antes, lo cual provoca que este sienta celos de sí mismo. Aparece desde el capítulo 20 hasta el 22.

#### Leonor
Interpretada por Joan Evans.
Es la hija del gobernador de California, el cual tuvo un accidente cerca de la hacienda De La Vega y debió pasar unos días allí junto a su hija hasta su recuperación. Como todo caballero, durante ese tiempo, Diego acompañaba a la joven a hacer compras y a organizar una fiesta en honor del gobernador y la chica interpretó que él se sentía interesado en su persona. Pero De la Vega estaba más concentrado en frustrar una conspiración encabezada por el capitán Arellanos (George N. Neise) para asesinar al gobernador (cosa que solo Diego y su padre sabían) por lo cual ella se sintió desairada.

#### Ana María Verduzco
Interpretada por Jolene Brand.
Es la hermosa hija de un rico comerciante de Monterrey y el amor verdadero de Don Diego. Ella aparece en la segunda temporada, desde el capítulo 1 hasta el 5 y desde el 10 hasta el 13. Es una chica un tanto intrépida, de fuerte carácter y determinación. Ricardo del Campo (Richard Anderson), un viejo amigo de Diego, compitió con él por el amor de la chica, pero ella está enamorada del Zorro, lo cual casi provoca que el joven De la Vega acepte una propuesta de amnistía ofrecida por el gobernador, para poder casarse con Ana María. Es aquí cuando Don Alejandro revela que sabe que Diego es el Zorro, y le pide que reflexione y no revele su identidad, dado que California aún lo necesita.

## Los caballos del Zorro

### Tornado
Tornado es el caballo negro del Zorro, interpretado por un caballo campeón llamado Diamond Decorator. En realidad, para la filmación de la serie se usaron tres caballos diferentes: uno para las escenas de cabalgatas, otro para las escenas de peleas y un tercero para el clásico relincho con el caballo en dos patas.
Fue cambiado porque la producción se quejaba de que no se veía en la noche.

### Fantasma
Cuando don Diego viaja a Monterrey, no lleva a Tornado, por ende se le hace imposible perseguir a alguien con su caballo habitual, pero en el capítulo 3 de la segunda temporada, se encuentra con el teniente Rafael Santos, herido de muerte, quien le deja su yegua blanca, Fantasma, que luego acompaña al Zorro en todas las aventuras sucedidas en Monterrey.

### Princesa
Se usó en el capítulo 25 de la primera temporada. Princesa era una yegua de carreras, el orgullo de don Alejandro.

## Las ciudades
La serie transcurre en diversas ciudades de California. Los Ángeles y Monterrey son las más importantes, otras son mencionadas, como por ejemplo San Francisco, San Diego, Santa Bárbara y Capistrano.

### Los Ángeles
El escenario de la ciudad de Los Ángeles, donde transcurre principalmente la serie —excepto los capítulos 1 al 13 de la segunda temporada—, fue construida en los estudios de Walt Disney.
La ciudad de Los Ángeles cuenta con un cuartel de soldados, varias iglesias (siendo la más importante la Misión de San Gabriel), herrerías, haciendas y la taberna, por supuesto. Lo curioso de esta última es que a partir de la segunda temporada cambia internamente, además cuenta con habitaciones para hospedarse. La hacienda más importante de Los Ángeles y también de California es la de los De la Vega. En algunos episodios también son mostradas otras haciendas, particularmente parecidas a las del Zorro.
La hacienda de don Diego es bastante amplia. Cuenta con un comedor, una biblioteca, un establo, un segundo piso en el que están las habitaciones de don Diego y don Alejandro y seguramente otras más que no son mostradas. En un mueble del comedor está el pasaje de la cueva del Zorro. Otra entrada es detrás de un mueble en la biblioteca y la otra en la habitación de don Diego. Lo único que nunca es mostrado es el ganado. Tampoco se llega a mostrar la bodega de la hacienda pero se presume que tiene una.
En el capítulo 25 de la primera temporada se muestra que en la ciudad existe una pequeña farmacia.

### Monterrey
Es la ciudad en la que transcurre la serie entre los capítulos 1 y 13 de la segunda temporada. Es más importante que Los Ángeles debido a que tiene puerto, y es la sede del gobernador de California. Una vista de la ciudad desde su costa aparece por primera vez en el capítulo 27 de la primera temporada, cuando se ve la guarida del Águila.
Al igual que Los Ángeles, Monterrey cuenta con una posada, un cuartel y una herrería. Pero por las calles pueden verse botes y redes de pesca, ya que se trata de una ciudad con puerto. La única hacienda que se muestra es la del señor Verdusco. La posada es mucho más pequeña que la de los Ángeles, incluso el cuartel.
Otro lugar que se muestra de Monterrey son las viejas ruinas de la Misión de San José, en la que transcurren el encuentro de Joaquín Castañeda con el gobernador y luego el duelo entre el Zorro y Ricardo del Campo.

## Lista de episodios
Zorro cuenta con dos temporadas. La primera de ellas, emitida entre 1957 y 1958, finalizó con 39 episodios divididos en 3 arcos. «Presenting Señor Zorro» constituye la premiere de la serie, dónde se introducen los personajes principales.
La segunda, que salió al aire entre 1958 y 1959, cuenta también con 39 episodios divididos entre miniarcos y episodios esporádicos.
Luego de finalizada la serie se estrenaron 4 episodios especiales entre 1960 y 1961 pertenecientes a la serie Walt Disney Presents (conocida en Hispanoamérica como Disneylandia).
| Temporada | Temporada | Temporada     | Episodios | Episodios | Estreno original      |
| Temporada | Temporada | Temporada     | Cantidad  | Intervalo | Estreno original      |
| --------- | --------- | ------------- | --------- | --------- | --------------------- |
|           | 1         | 1.ª temporada | 39        | 1—39      | 10 de octubre de 1957 |
|           | 2         | 2.ª temporada | 39        | 40—78     | 9 de octubre de 1958  |
|           | 3         | Especiales    | 4         | 1—4       | 30 de octubre de 1960 |

## Reparto

### Protagonistas
- Guy Williams (1924-1989) como don Diego de la Vega y como el Zorro.
- Gene Sheldon (1908-1982) como Bernardo, el sirviente mudo de De la Vega.
- Henry Calvin (1918-1975) como el sargento Demetrio López García.
- Don Diamond (1921-2011) como el cabo Reyes y como el lancero Ibarra.
- George J. Lewis (1903-1995) como don Alejandro de la Vega.

### Secundarios

#### Primera temporada
- Charles Stevens (1893-1964) como Josafat.
- Vinton Hayworth (1906-1970) como el magistrado Carlos Galindo.
- Charles Korvin (1907-1998) como don José Sebastián Varga (el Águila).
- Mary Wickes (1910-1995) como Dolores Maldonado (Dolores Bastinado en el original).
- John Dehner (1915-1992) como don Esteban, el «visitador» (viceroy, o sea ‘virrey’ en el original).
- Anthony Caruso (1916-2003) como el capitán don Juan Ortega / Andrés Fernández.
- Sebastian Cabot (1918-1977) como el juez Vargas (Vasca en el original).
- Jack Elam (1920-2003) como Gómez, el cochero.
- Michael Pate (1920-2008) como Salvador Quintana.
- Jack Kruschen (1922-2002) como José Morales (Jose Mordante en el original).
- Paul Picerni (1922-2011) como Pedro Murrieta.
- Anthony George (1921-2005) como Eusebio Crespo y Lalo Peralta.
- Britt Lomond (1925-2006) como el capitán don Enrique Sánchez Monasterio (Monastario en el original).
- Myrna Fahey (1933-1973) como María Crespo.
- Suzanne Lloyd (1934-) como Raquel Toledano; y en el episodio «Conocimiento olvidado» interpreta a Isabella.
- Lisa Gaye (1935-2016) como Constancia.
- Miguel Landa (1936-) como don Ramón.
- Eumenio Blanco (1891-1984) como el alcalde de Los Ángeles.
- Romney Brent (1902-1976) como el padre Felipe.
- Jay Novello (1904-1982) como Juan Greco.
- Jonathan Hole (1904-1998) como don Alfredo.
- Néstor Paiva (1905-1966) como Tino González (Teo González en el original), el posadero de Los Ángeles.
- Albert Cavens (1906-1985) como el capitán del barco que trae a don Diego a California.
- Kent Taylor (1907-1987) como Carlos Murrieta.
- Jan Arvan (1913-1979) como don Ignacio Torres.
- Henry Rowland (1913-1984) como el conde Kolinko.
- Madeleine Taylor Holmes (1914-1987) como doña Luisa Torres.
- Ralph Clanton (1914-2002) como George Brington.
- Rodolfo Hoyos Jr. (1916-1983) como Cuevas.
- Peter Adams (1917-1987) como el capitán don Arturo Toledano.
- Peter Mamakos (1918-2008) como Enrique Fuentes.
- Than Wyenn (1919-2015) como el licenciado Piña.
- Pat Hogan (1920-1966) como Benito Ávila.
- Robin Hughes (1920-1989) como Esteban Rojas.
- Herschel Bernardi (1923-1986) como Manuel Hernández.
- George Keymas (1925-2008) como el lancero Roberto.
- Tony Russel (1925-2017) como Carlos Martínez.
- Elvera Corona (1927-) como la bailadora Pilar Fuentes.
- Armand Alzamora (1928-2009) como el lancero Figueroa.
- Eugenia Paul (1935-2010) como Elena Torres.
- Steve Stevens (Texas, 1939-) como don Rodolfo Martínez, de 18 años en el episodio 31, «El hombre con el látigo» (temporada 1), del 8 de mayo de 1958.
- Robert Lawrence Crawford Jr. (1944-) como Paco Maldonado (Pogo Bastinado en el original), de 14 años en los episodios «El pozo de la muerte» y «El cruce de los Andes» de 1958.
- Sandy Livingston como Rosarito Cortez.

### Segunda temporada
- John Litel (1892-1972) como el gobernador de Monterrey
- Neil Hamilton (1899-1984) como don Hilario
- Lloyd Corrigan (1900-1969) como Sancho
- Eduard Franz (1902-1983) como don Gregorio Verdusco (Gregorio Verdugo en el original)
- Frank Wilcox (1907-1974) como el ayudante Luis Rico
- César Romero (1907-1994) como don Esteban de la Cruz
- Everett Sloane (1909-1965) como Andrés Felipe Basilio
- Harold J. Stone (1913-2005) como Salvio el herrero
- Robert J. Wilke (1914-1989) como el capitán Salvador Mendoza
- Jonathan Harris (1914-2002) como don Carlos Fernández
- Douglas Kennedy (1915-1973) como Manuel Larios
- Ricardo Montalbán (1920-2009) como un hábil espadachín rival de Diego en el especial «Conocimiento olvidado».
- Patricia Medina (1920-2012) como Margarita Cortázar
- Paul Richards (1924-1974) como Hernando
- Lee Van Cleef (1925-1989) como Antonio Castillo
- Richard Anderson (1926-2017) como Ricardo del Campo (Ricardo Del Amo en el original)
- James Hong (1929-) como el príncipe chino Chang
- Gloria Talbott (1931-2000) como Mónica Esperón (Moneta Esperon en el original)
- Robert Vaughn (1932-2016) como Miguel Romero (Miguel Roverto en el original)
- Gloria Castillo (1933-1978) como María (Buena en el original)
- Mark Damon (1933-2024) como Eugenio
- Annette Funicello (1942-2013) como Anita Campillo (Cabrillo en el original) y en el especial «La boda pospuesta» interpreta a Constancia de la Torre.
- Fred Cavens (1882–1962) como Monsieur Gérard, el instructor de esgrima
- Wolfe Barzell (1898-1969) como el posadero de Monterrey
- John Hoyt (1905-1991) como don Tomás Yorba
- Edgar Barrier (1907-1964) como don Cornelio Esperón
- Howard Wendell (1908-1975) como don Marcos Cortázar
- Arthur Space (1908-1983) como Gonzales/don Miguel Campillo (Cabrillo en el original)
- Whit Bissell (1909-1996) como el capitán Luis Guerrero (Luis del Guerro en el original)
- Ken Lynch (1910-1990) como Pablo
- Richard Reeves (1912-1967) como Miguel y Carlos
- Jeff York (1912-1995) como Joe Crane, el montañés
- Wendell Holmes (1914-1962) como un tendero
- Rodolfo Hoyos Jr. (1916-1983) como Montes
- Penny Stanton (1916-1999) como Crescencia
- Ric Roman (1916-2000) como el capitán Briones
- George N. Neise (1917-1996) como el capitán Felipe Arrellanos
- Tige Andrews (1920-2007) como Nava
- Henry Wills (1921-1994) como Castro
- Jean Willes (1923-1989) como Carlota
- Arthur Batanides (1923-2000) como Lázaro
- Tony Russel (1925-2017) como el señor Ávila
- Joan Shawlee (1926-1987) como Barmaid
- Carlos Romero (1927-2007) como Ramiro Serrano (Romero Serrano en el original)
- Carlos Rivas (1928-2003) como Ruiz
- Rebeca Welles (1928-2017) como Moneta
- Perry López (1931-2008) como Joaquín Castañeda (Joaquin Castenada en el original)
- Tom Pittman (1932-1958) como Romualdo (Romaldo en el original)
- Jolene Brand (1934-) como Ana María Verdusco (Anna Maria Verdugo en el original)
- Joan Evans (1934-2023) como Leonor
- Barbara Luna (1939-) como Teresa Moreno (Theresa Modesto en el original)
- Greigh Phillips como José
- Joseph Conway (?-1959) como Francisco Palomares

## Música
El tema musical de la serie (parecido a un tema de zarzuela española, con acompañamiento de guitarras, castañuelas y orquesta de cuerdas) fue traducido al español a principios de los años setenta.
Este tema es considerado uno de los más populares de la historia de la televisión. La compusieron Norman Foster y George Bruns y en su versión original la letra era un pequeño resumen de la serie.

### Versión de Hispanoamérica
En su corcel, cuando sale la luna;
aparece el bravo Zorro.
Al hombre de mal, él sabrá castigar,
marcando la zeta del Zorro.
¡Zorro, Zorro! ¡Su espada no fallará!
¡Zorro, Zorro! ¡La zeta le marcará!
¡Zorro! ¡Zorro! ¡Zorro! ¡Zorro! ¡Zorro!

### Versión de España
En la oscuridad, una sombra fugaz;
ya veloz cabalga el Zorro.
Valiente y cortés, una zeta es su ley,
es la marca del Zorro.
¡Zorro! ¡Galopa libre hasta el fin!
¡Zorro! ¡Intrépido espadachín!
¡Zorro! ¡Zorro! ¡Zorro! ¡Zorro! ¡Zorro!

El resto de la música también era excelente: el compositor William Lava escribió un tema musical diferente para cada uno de los personajes principales del programa, lo que creaba un clima único. Así, al sargento García siempre lo sigue una música muy gruesa, debido a su enorme panza. A Bernardo lo identifica una música alegre y silenciosa de flautas y silbidos, ya que es mudo; además sus «parlamentos» de gestos son acompañados por instrumentos de viento de madera y metal.

## Retransmisiones

### Argentina
En Argentina se retransmitió por primera vez en blanco y negro en 1968 por El Trece y por primera vez en color en 1992 a través de esa misma señal. Durante algunos años (años 80, 1998-2002) los capítulos se vieron de lunes a viernes a la tarde por Telefe en su versión original en blanco y negro. Y a partir del 2003 volvió nuevamente a El Trece (de lunes a viernes, a las 12:00, esta vez en su versión en color), también por El Doce de Córdoba emite los fines de semana.

#### El club del Zorro
El Trece hizo una versión en vivo, producida por Artear, con Fernando Lúpiz (campeón argentino de esgrima) como el Zorro y con actores interpretando a los personajes, como si fueran argentinos. Este fue un proyecto hecho entre fines de 2003 y 2004 para reemplazar a Piñón Fijo (programa infantil) en las vacaciones de verano. El mismo programa se repitió durante las vacaciones de invierno, en julio de 2005, pero debido al bajo rating se decidió retirarlo del aire y sustituirlo por la serie sin los actores argentinos desde el estudio.

#### Ratingimbatible
Luego de esos experimentos, El Trece la ubicó finalmente de lunes a viernes, a las 12. En ese horario se convirtió en un imbatible de la emisora, pero no debido a los niños. El público del Zorro pasó a conformarse por los nietos jóvenes, los hijos adultos que ven el programa con ese adulto mayor que es su abuelo o su padre. Axel Kuschevatzky, periodista especializado en cine lo explica: «Está comprobado que los adultos mayores son la principal audiencia del programa. Creo que establecen con la serie un vínculo de nostalgia que los lleva a un tiempo donde se sentían mejor».

#### Despedida
El 1 de noviembre de 2019, después de 16 años de emisión ininterrumpida, El Trece anunció que El Zorro dejaba de emitirse. La noticia, lejos de pasar desapercibida, no solo se convirtió en tendencia en las redes sociales, también hizo explotar los teléfonos de línea de la emisora, que se llenaron de reclamos pidiendo, exigiendo e incluso rogando por la supervivencia de la serie. Los llamados fueron tantos que llegaron a líneas de áreas tan diversas como Noticiero, Marketing o RR.HH., un fenómeno pocas veces visto para un programa de televisión tan antiguo. Su última emisión tuvo 7.1 puntos de índice de audiencia.

#### Regreso y «batacazo»
El sábado, 30 de mayo de 2020, tras 7 meses de ausencia, regresa El Zorro a la pantalla de El Trece los sábados y domingos a las 12:00. El clásico de clásicos protagonizado por Guy Williams regresó con un sorprendente promedio de audiencia que hasta le permitió superar a Telenoche.
Entre enero y marzo de 2022, la serie volvió a su clásico horario, de lunes a viernes al mediodía, pero, esta vez, extendiéndose por 90 minutos, de 11:30 a 13:00, en reemplazo de Los ángeles de la mañana. El resultado se vio reflejado en el rating que fue creciendo de cuatro puntos hasta picos de seis puntos, promediando cinco puntos, superando a su rival de Telefe en solo dos semanas. También se vio reflejado en las redes sociales por sus fanes luego de que la conductora de Flor de equipo anunciara el fin de su programa. El 30 de enero de 2023, El Zorro vuelve a emitirse de lunes a viernes a las 12:00, reduciendo los horarios de los programas Socios del espectáculo y Nosotros a la mañana. El 13 de febrero, ante el bajo rating y los cambios en la programación del canal, la serie pasa a emitirse de 12:30 a 13:00, durando solo 30 minutos.

### Otros países
En España se transmitió por Televisión Española y posteriormente por el canal especial TVE 50 años.
En Guatemala, por Canal 3 y posteriormente por Canal 13.
En Hispanoamérica esta serie se vio por Jetix, perteneciente a The Walt Disney Company Latin America, y por Retro, perteneciente a Claxson Interactive Group.
En Panamá se trasmitió originalmente por RPC Televisión en los años ochenta y luego a principios de los noventa. Recientemente se ha visto por Telemetro en horarios de relleno como las 17:30 como el primer programa transmitido por el canal en el día.
En Paraguay se transmitía por Canal 6 de Villa Florida, en el año 2008 por Canal 5 Paravisión de 12:00 a 13:00.
En Uruguay se transmitía por Canal 7 de Maldonado, en el año 2008 por Canal 4 de Montevideo de 11:00 a 12:00.
En Venezuela se transmitió en varias ocasiones por el canal RCTV hasta 2006. También fue transmitido por Venevisión a las 18:00, dentro de una de varias series transmitidas por un programa llamado Atómico hasta 2018. 3 años después, la cadena venezolana TVes adquiere los derechos de Perdidos en el espacio, El Zorro y La familla Monster para ser transmitidos a las 13:00, 18:00 y 21:00.
En Perú se transmitía por Frecuencia Latina, aunque solo los episodios de la primera temporada. En la actualidad se transmite por Panamericana Televisión.
En Ecuador se transmitía por Teleamazonas de lunes a viernes, a las 9:00.
En Chile fue emitida en los años 70 por Canal 13.

## Remake
En 2024, Prime Video emitió el remake de  Zorro, una serie compuesta por 10 episodios y basada en la serie de 1957, contando una historia parecida: Diego de la Vega (interpretado por Miguel Bernardeau) vuelve tras años de ausencia a su Los Ángeles natal tras el asesinato de su padre Alejandro, para ocuparse de la hacienda familiar. Allí vuelve a encontrarse también con Lolita (interpretada por Renata Notni), su amor de juventud, y con nuevos enemigos tras ser elegido para ocupar su lugar como el nuevo Zorro.